# Can Puig (Montmeló)
Can Puig és una masia de Montmeló (Vallès Oriental) protegida com a Bé Cultural d'Interès Local.

## Descripció
La masia és de planta rectangular i consta de planta baixa, pis i golfes. És de carener perpendicular a la façana i la coberta és a dues vessants de teula àrab, acabada amb ràfec. L'estructura és de tres cossos paral·lels essent el central més elevat, fet que li dona el caràcter basilical. Els murs són de paredat revestits.
La façana principal està orientada de cara a migdia, i és on hi ha la porta d'accés a l'habitatge que és d'arc rebaixat de totxo. Les altres obertures són de forma rectangular senzilla sense cap mena de decoració, només la finestra de les golfes es diferencia de les altres, d'arc rebaixat i amb els brancals molts curts. A la façana nord-est hi ha tres obertures més de les mateixes característiques.
Al davant de la façana principal hi ha adossat un terrat elevat, de planta rectangular amb unes escales d'accés des de l'exterior. Al davant de la casa hi ha un pati envoltat per una tanca d'obra baixa, i per tot el perímetre del pati hi ha plantats xiprers.
L'interior de l'habitatge ha estat molt modificat i ha perdut !'estructura típica de les masies.
Can Puig, actualment està envoltada d'altres construccions, i per la part nord està unida a un edifici de pisos de recent construcció.

## Història
Can Puig és una representació típica de les masies del segle xviii, que degut a les condicions econòmiques s'utilitzen materials més pobres i no utilitzen elements decoratius de pedra esculturada.
En el repartiment del cadastre de 1803 consta una "casa Puig posehida y abitada por Joseph Puig y Carrenca". També surt una casa de Joseph Puig en el "Reparto por menor a la Contribució general de la parroquia i terme de Monmeló per lany 1817", en el que hi ha registrat el que ha de pagar cada casa per la producció.